# Ib Lunding
Ib Lunding (født 22. december 1895 på Frederiksberg, død 9. maj 1983 på Frederiksberg) var en dansk funktionalistisk arkitekt, der arbejdede i Københavns Kommune som sagsarkitekt under Københavns stadsarkitekt og parallelt havde egen praksis. Flere af hans værker er fredede.

## Uddannelse og karriere
Lundings forældre var lærer, senere lektor Niels Christian Lunding og Sophie Elisabeth (Lilli) Hansen. Han blev student fra Schneekloths Skole 1914, tog filosofikum 1915 og gik på Kunstakademiets Arkitektskole i København fra maj 1915 til januar 1925, hvor han tog afgang som arkitekt. 
Han blev ansat i Stadsarkitektens Direktorat i Københavns Kommune i 1925 og blev der til 1965. Han var medlem af bestyrelsen for Akademisk Arkitektforening 1932-36 og arrangør af flere udstillinger bl.a. om Søren Kierkegaard, Stockholm 1964.
Han fik K.A. Larssens legat 1921, C.F. Hansens Opmuntringspræmie 1924, Akademiets stipendium 1925, den lille guldmedalje 1927 og Zacharias Jacobsens Legat 1927, 1930 og 1931. Han blev Ridder af Dannebrog 1963.
Lunding blev gift 23. august 1921 på Frederiksberg med Ellen Johanne Lassen (8. december 1893 på Frederiksberg – 5. april 1973 sammesteds), datter af cigar- og vinhandler Olaf Lassen og Ludovica Lindquist. Han er begravet på Frederiksberg Ældre Kirkegård.

## Udstillinger
Han udstillede selv værker på Charlottenborgs Forårsudstilling 1920-35, 1937-38, 1940, 1942, Udstilling af Opmaalinger o.a. Studier, Kunstakademiet 1924, Verdensudstillingen i Paris 1925 og separatudstilling Den Permanente, København 1940 (sølvarbejder af A. Michelsen, fotografiske studier).

## Værker
- Brønshøj Vandtårn, København (1928)
- Tinghøj Vandreservoir, Gladsaxe (1930)
- Tinghøj Vandreservoir, Gladsaxe (1930)
- Champagnehuset, København (1936)
- Hafniahus, Rønne (1937)
- Sortedams Dossering 101-03 / Østerbrogade 19, København (1938)
- Assurandørernes Gaard, Frederiksberg (1940)
- Buen, København (1956)

### Som medarbejder hos Stadsarkitekten iKøbenhavn(Poul Holsøe)
- Omnibuskarrosseri for Københavns Sporveje (1927)
- Brønshøj Vandtårn og beholderanlæg ved Tinghøj (1928-30, fredet)
- Ny sporvognstype (1930)

### Egen virksomhed som arkitekt
- Tranevænget, rækkehus- og etagebebygggelse, Tranegårdsvej/Tranevænget, Hellerup (1928-30, præmieret af Gentofte Kommune 1930)
- Kvarter med rækkehuse for A/S Dominia, Agavevej/Nerievej/Kameliavej, Hellerup (1929-35)[1]
- Ombygning og udvidelse af H.P. Lorentzens Stiftelse, Gernersgade 69/Rigensgade 30, København (1929-33, præmieret af Københavns Kommune 1933)
- Sommerhus for Henrik Karstens, Rågeleje (1929)
- Ejendom, Jægersborg Allé 11, Charlottenlund (1929)
- Villa for direktør H.W. Sprechler, Ole Olsens Allé 14, Gentofte (1930-31)
- Hafniahus, beboelsesejendom for Forsikringsselskabet Hafnia, Store Torvegade 36A-B/Sandgade 1-11, Rønne (1934-37, fredet 2015)[2]
- Beboelsesejendom, kaldet Champagnehuset, Grønningen 7-9/Hammerensgade, København (1935-36, fredet)
- Beboelsesejendom, Sortedams Dossering 101-03/Østerbrogade 19, København (1938)
- Assurandørernes Gaard, Bag Søndermarken 13-23, Frederiksberg (1939-40)
- Buen ved Vesterport Station, Vester Farimagsgade (1952-56, sammen med Thorvald Dreyer og Ole Hagen, ombygget)
- Bebyggelsen Mørkhøj Vænge (1959-61)
- Restaurering af Stengade 79, Helsingør

### Konkurrencer
- Ombygning af Daells Varehus (1922, 3. præmie sammen med Tage Matthissen)
- Apotek, post- og rådhus i Nørre Sundby (1922, 2. præmie sammen med Tage Matthissen)
- Universitet i Jylland (Kunstakademiets lille guldmedalje 1927)
- Husum Skole (1928, indkøbt)
- Regulering af Sankt Bendts Kirkes omgivelser i Ringsted (1933, 4. præmie)
- Rækkehuse ved Vingårds Allé, Hellerup (1936)
- Sparekasse i Nyborg (1937, indkøbt)
- Kirke i Kongens Lyngby (1939, indkøbt)
- Kirke i Valby (1939, indkøbt)
- Bygning for dansk initiativ i udlandet, Bryghusgrunden, København (1941, indkøbt)
- Udvidelse af Københavns Rådhus (1945)
- Bebyggelse ved Frihedsstøtten, nordsiden af Vesterbrogade, København (1949)
- Langelinjepavillonen (1954)

### Kunstindustri
- Arbejder i sølv og guld for hofjuveler A. Michelsen (fra 1925)
- Forlæg for bogbind (1928)
- Plakater for Københavns Kommune
- Udkast til gravmæler
- Møbler

### Skriftlige arbejder
- Man trives bedst i Hus med Have, 1936 (for A/S Domina)
- Min billedbog, 1937 (under pseudonym "Bror Valentin")
- Den lille mammut, 1967 (med egne illustrationer).